# Tujamo
Tujamo, pseudonimo di Matthias Richter (Detmold, 18 gennaio 1988), è un disc jockey e produttore discografico tedesco.
Insieme a Plastik Funk e Sneakbo, ha rilasciato il singolo Dr. Who! che ha avuto tale successo da arrivare alla posizione nº 21 della classifica UK Singles. Dal 2015 è presente nella classifica Top100Djs pubblicata dalla rivista Dj Magazine con il piazzamento più alto al n° 35 nel 2022.

## Biografia
Matthias Richter nacque a Detmold, in Germania, il 18 gennaio 1988. Inizia DJing all'età di 17 anni e nel 2006 partecipa ad un talent show, nello Schüttorf, vincendolo.

## Carriera

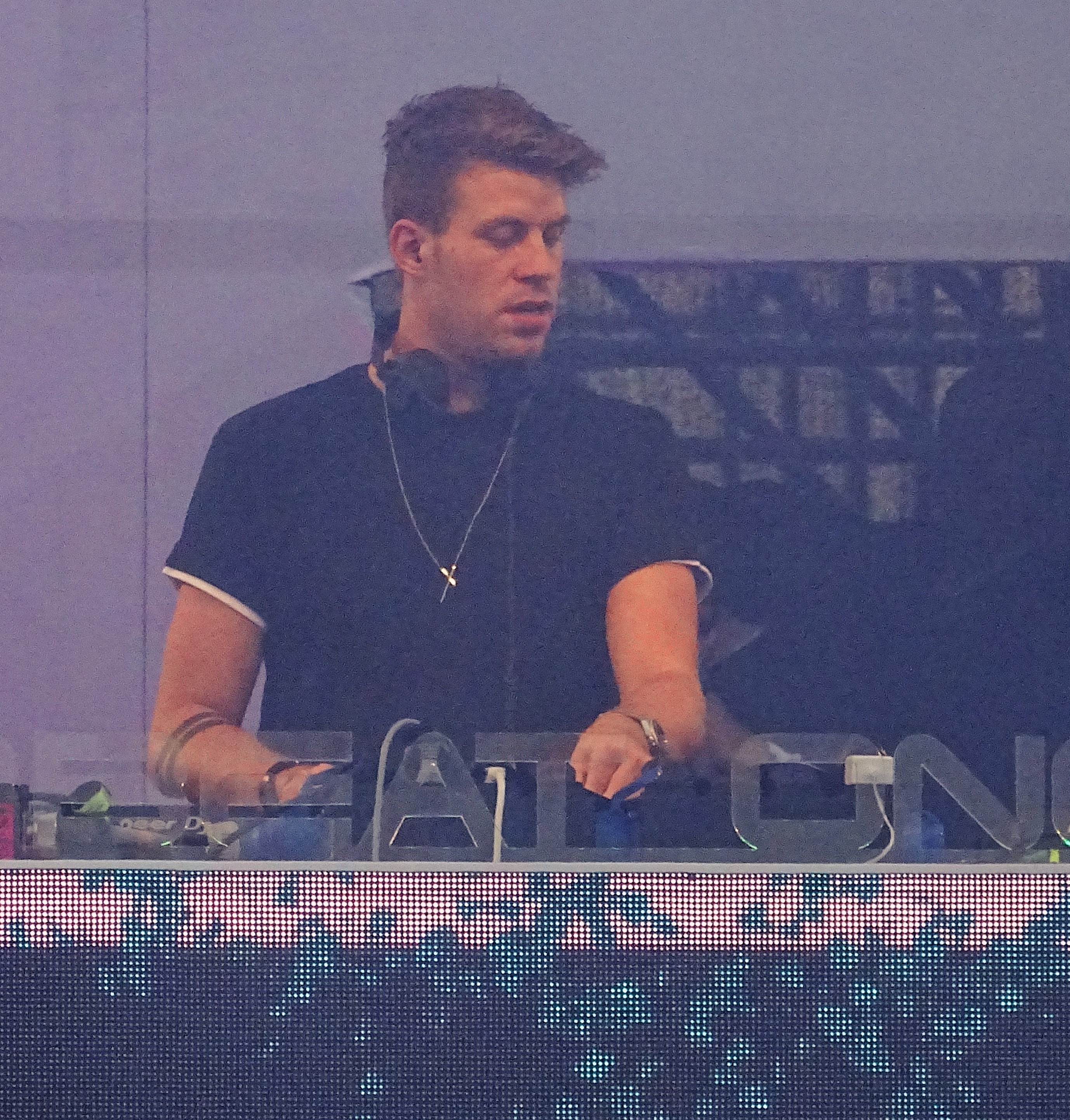
Tujamo all'Airbeat One 2017 in Germania

Nel 2011, assieme a Plastik Funk (altro DJ tedesco) pubblica il singolo Who, che riscontra un mediocre successo. Tuttavia la canzone viene ripresa nel 2014 e, assieme al rapper inglese Sneakbo, viene pubblicata come Dr.Who che ottiene un notevole successo, venendo suonata da molti dj famosi quali David Guetta, Tiësto e Fedde Le Grand. Nel 2013 viene pubblicata Boneless assieme a Steve Aoki e Chris Lake, che ottiene un notevole successo, oltre ad altre produzioni come Hey Mister e Nova, assieme al duo Dimitri Vegas & Like Mike e Felguk. Nel 2015 e nel 2016, tramite Spinnin Records, pubblica diversi singoli che diventeranno delle vere e proprie icone della casa discografica olandese, come Booty Bounce (in seguito interpretata da Taio Cruz e dopo ancora riprodotta in versione natalizia), BOOM, Cream (con Danny Avila) e Drop That Low.
Dopo altri singoli ed altrettante collaborazioni (tra i quali One One One, Make U Love Me, Funk You, Jook It, Body Language, Keep Pushin’ per citarne alcuni), nel 2019 debutta sull’etichetta discografica di Tiësto (pur sempre affiliata alla casa olandese della Spinnin’ Records) con il singolo Get Up. Nella seconda metà del 2019 pubblica Candy On The Dancefloor, Gettin' Money, Drop It e Shake It, per poi continuare nel 2020 con One Million (con l'emergente Lotten) e Lonely (con i Vize assieme a Majan) sempre tramite Spinnin' Records.

### Beatport
Nel 2019 Tujamo è diventato l'artista più venduto di tutti i tempi del genere musicale Electro House sulla piattaforma Beatport.

## Discografia

### Singoli
- 2010: Switch It
- 2010: Mombasa
- 2011: Do It All Night
- 2011: Back 2 You (feat. Robell Parker)
- 2012: How We Roll
- 2012: Crump
- 2012: WHO (feat. Plastic Funk)
- 2013: Boneless (feat. Steve Aoki & Chris Lake)
- 2014: Hey Mister (Mixmash)
- 2014: Darth Theme
- 2014: Nova (feat. Dimitri Vegas & Like Mike & Felguk) (Smash The House)
- 2015: S.A.X. (feat. Laidback Luke) (Mixmash)
- 2015: Beat Back Crazy Flute
- 2015: All Night (feat. Jacob Plant) (Fly Eye)
- 2015: Booty Bounce (Spinnin' Records)
- 2015: Cream (con Danny Avila) (Spinnin' Records)
- 2015: Booty Bounce (feat. Taio Cruz) (Spinnin' Records)
- 2016: Drop That Low (When I Dip) (Spinnin' Records)
- 2016: Keep Pushin’ (Spinnin' Records)
- 2016: BOOM! (Spinnin' Records)
- 2017: Make U Love Me (Spinnin' Records)
- 2017: One On One (feat. Sorana) (Spinnin' Records)
- 2018: Body Language (feat. Miranda Glory & Haris) (Spinnin Records)
- 2018: Funk You (vs. La Fuente) (Spinnin Records)
- 2018: With You (feat. Karen Hearding) (Spinnin Records)
- 2018: Jook It (con Salvatore Ganacci feat. Ritchie Loop) (Spinnin Records)
- 2018: Say What You Wanna (Spinnin Records)
- 2019: Get Up (Musical Freedom)
- 2019: Candy On The Dancefloor (Spinnin' Records)
- 2019: Getting Money (feat. 808Charmer) (Spinnin' Records)
- 2019: Hell Yeah
- 2019: Drop It (feat. Lukas Vane) (Spinnin' Records)
- 2019: Shake It (con Nø Signe) (Spinnin' Records)
- 2020: One Million (con Lotten) (Spinnin' Records)
- 2020: Lonely (con i Vize feat. Majan) (Spinnin' Records)
- 2020: Taking You Home (feat. Kelvyn Colt)
- 2020: Enough Of You
- 2021: I Don't Wanna Go
- 2021: Take Control
- 2021: Underwater
- 2021: Mi Amor
- 2022: Nasty (con PBH & JACK)
- 2022: Click

### Remix
- 2010: Shemian – 24 Hours
- 2010: Jochen Pash – From London To Detroit
- 2011: Disfunktion – Dead Pixels
- 2011: Jim Tonique & Patrick Bryze – Better World
- 2011: Housepussies – Zora in Red
- 2011: Horny United feat. Philippe Heithier – Only You
- 2011: Ralph Good feat. Polina Griffith – SOS
- 2011: Boogie Pimps – Knocking
- 2011: Peter Gelderblom featuring Dominica – I Gotta Let U Go
- 2011: Tiko's Groove feat. Gosha – I Can't Get Nothing (Tujamo & Plastik Funk Remix)
- 2011: Fragma – Toca's Miracle
- 2011: Plastik Funk & Fragma – What Love Can Do
- 2012: Bob Sinclar – Groupie
- 2012: Bastian van Shield – Nobody
- 2012: DubVision – All By Myself
- 2012: Federico Scavo & Andrea Guzzoletti – Strump
- 2013: Major Lazer – Jet Blue Jet
- 2014: Laidback Luke & Martin Solveig – BLOW
- 2014: Deadmau5 – The Reward Is Cheese
- 2014: Jack Ü feat. Kiesza – Take Ü There
- 2015: Laidback Luke feat. Goodgrip – Rockin' With The Best
- 2015: Pep & Rash – Rumors
- 2015: Showtek feat. MC Ambush – 90s By Nature
- 2015: Dimitri Vegas & Like Mike feat. Ne-Yo – Higher Place
- 2015: Martin Solveig feat. Sam White – +1
- 2017: David Guetta feat. Nicki Minaj e Lil Wayne – Light My Body Up
- 2017: David Guetta feat. Justin Bieber – 2U
- 2019: Tiësto – Grapevine
- 2019: Hugel – WTF
- 2020: Debonair Samir – Samir's Theme

## Classifica DJ Magazine
| DJ     | 2015 | 2016 | 2017 | 2018 | 2019 | 2020 | 2021 | 2022 | 2023 | 2024 |
| ------ | ---- | ---- | ---- | ---- | ---- | ---- | ---- | ---- | ---- | ---- |
| Tujamo | 95   | 78   | 46   | 46   | 43   | 40   | 36   | 35   | 54   | 59   |